# 周茂源
周茂源（1618年—1677年），字宿来，号釜山，江南松江府华亭县人，清朝初年詩人、政治人物。

## 生平
万历四十六年（1618年）出生，早年參加幾社，与夏允彝、李雯友好。
顺治六年（1649年）己丑進士，授刑部主事，转郎中。曾在河南判案，平反冤狱有一千件之多。官至浙江处州府知府。工於詩，為燕臺七子之一。康熙二年（1663），去职归里，康熙十六年（1677年）卒。

## 著作
有《鹤静堂集》十九卷。

## 家族
有子周纶。